# 小斯拉卡内岛

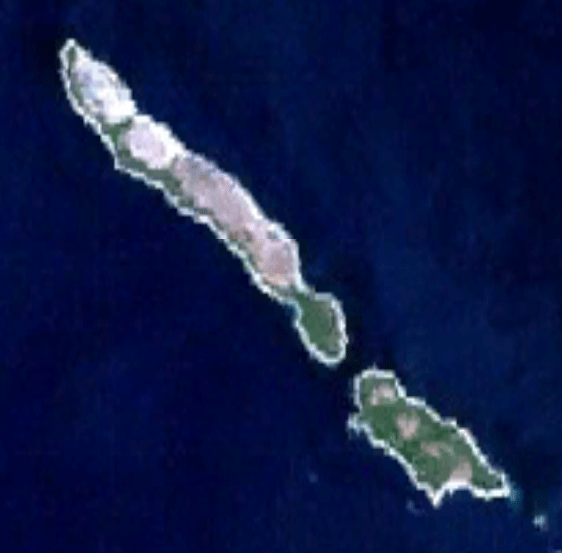
大斯拉卡内岛（大）与小斯拉卡内岛（小）的卫星图片

小斯拉卡内岛是克罗地亚亚得里亚海的其中一座岛屿，位于洛希尼島、烏尼耶島和蘇薩克島之间，大斯拉卡内岛正南方。奥匈帝国统治期间，两座岛又称大小卡尼多尔岛（Klein- und Gross-Kanidol）。
根据最新的人口普查数据，该岛只有两人在夏天时前来居住，通常靠捕鱼和耕田维生。1940年到1950年，岛上大约有30人居住，但到了1960年末，只有两名女士留在岛上。现在的两位居民不是岛上的原居民。